# Seznam jordanskih generalov
Seznam jordanskih generalov.

## M
Habes el Madžali - 